# FIS Sommer Ladies Tournee 2003
FIS Sommer Ladies Tournee 2003 (niem. 3. FIS Ladies Sommer Grand-Prix) – trzecia edycja FIS Sommer Ladies Tournee, przeprowadzona w sezonie 2003/2004 na skoczniach w Austrii i Niemczech.
Turniej rozpoczął się 13 sierpnia 2003 zawodami indywidualnymi na skoczni w Bischofshofen. Trzy dni później odbył się drugi konkurs indywidualny na skoczni w Pöhli, a następnego dnia drużynowy na tym samym obiekcie. Kolejny konkurs indywidualny rozegrano 20 sierpnia na skoczni w Klingenthal. 23 sierpnia odbył się konkurs drużynowy w Meinerzhagen, a dzień później turniej został zakończony konkursem indywidualnym.
W konkursach indywidualnych zwyciężyła za każdym razem Anette Sagen. W każdym konkursie uzyskała co najmniej 20 punktów więcej niż rywalki, dzięki czemu uzyskała dużą przewagę w klasyfikacji łącznej. Pierwsze zmagania drużynowe wygrała reprezentacja Norwegii, w składzie: Kristin Fridtun, Henriette Smeby i Anette Sagen. Drugi konkurs drużynowy wygrała reprezentacja Austrii w składzie: Jacqueline Seifriedsberger, Tanja Drage i Magdalena Kubli. Zwyciężczynią trzeciej edycji turnieju została Anette Sagen, która zdobyła najwięcej punktów w klasyfikacji łącznej FIS Sommer Ladies Tournee. Na drugim stopniu podium w generalnej klasyfikacji turnieju stanęła Henriette Smeby, a na trzecim – Ayumi Watase.
W cyklu wystartowało łącznie 49 zawodniczek z dziewięciu narodowych reprezentacji.

## Przed FIS Ladies Grand Prix

### Organizacja
Organizatorem pierwszego z konkursów, który odbył się w Bischofshofen, był klub narciarski SC Bischofshofen. Za organizację pozostałych pięciu konkursów na skoczniach w Pöhli, Klingenthal i Meinerzhagen odpowiedzialny był klub SV Fortuna Pöhla.

### Tło
Do 1998 roku Międzynarodowa Federacja Narciarska nie organizowała żadnych konkursów kobiecych. Zdarzało się jednak, że skoczkinie startowały w roli przedskoczków w zawodach mężczyzn lub występowały jako zawodniczki, ale nie były klasyfikowane. W styczniu 1998 w Sankt Moritz odbyły się nieoficjalne mistrzostwa świata juniorek, które są uznawane za pierwsze międzynarodowe zawody kobiece. W marcu tego samego roku odbyły się natomiast pierwsze seniorskie zawody kobiet pod egidą Międzynarodowej Federacji Narciarskiej – dwa konkursy Pucharu Kontynentalnego w Schönwaldzie. W kolejnym sezonie po raz pierwszy zorganizowano FIS Ladies Grand Tournee, będący pierwszym międzynarodowym cyklem zawodów kobiet, rozgrywanym przez Międzynarodową Federację Narciarską.
Spośród zawodniczek startujących w FIS Sommer Ladies Tournee w 2002 roku dwadzieścia siedem brało udział w poprzedniej (drugiej) edycji turnieju. Wśród zawodniczek sklasyfikowanych w poprzedniej edycji na starcie zabrakło całego podium FSLT 2002, czyli pierwszej Danieli Iraschko, drugiej Evy Ganster, i trzeciej Jessiki Jerome. Ponadto z pierwszej dwudziestki, na stracie zabrakło: piątej Stefanie Krieg, dziesiątej Rosemarie Wenk, czternastej Alissy Johnson, szesnastej Heidi Roth i dwudziestej Katrin Schmidt.
W okresie zimowym organizowany był turniej FIS Ladies Grand Prix rozgrywany według tych samych zasad co FSLT. Trzykrotnie zwyciężała w nim Daniela Iraschko (2000, 2001, 2002), Eva Ganster trzykrotnie stawała na podium (2000, 2001, 2003). Anette Sagen w 2002 roku była druga, a w ostatniej edycji została sklasyfikowana na pierwszej pozycji, trzecia natomiast była wówczas Lindsey Van. Pomiędzy sierpniem 2002 a marcem 2003 rozegrano także cykl zawodów Alpen Cup, podobnie jak w poprzednich edycjach zwyciężyła Daniela Iraschko sklasyfikowana ex aequo z Evą Ganster, trzecia była Katrin Stefaner.

## Zasady
Zasady obowiązujące w FIS Sommer Ladies Tournee są takie same jak podczas zawodów Pucharu Świata czy Pucharu Kontynentalnego.
Do klasyfikacji generalnej FIS Sommer Ladies Tournee zaliczane były noty punktowe zdobyte przez zawodniczki podczas konkursów.
Skoki oceniane były w taki sam sposób jak podczas zawodów Pucharu Świata czy Pucharu Kontynentalnego. Za osiągnięcie odległości równej punktowi konstrukcyjnemu zawodniczka otrzymywała 60 punktów. Za każdy dodatkowy metr uzyskiwała dodatkowo 2 punkty, analogicznie za każdy metr poniżej punktu K minus 2 punkty. Ponadto styl skoku i lądowania podlegał ocenie przez pięciu sędziów wybranych przez FIS, którzy mogli przyznać maksymalnie po 20 punktów. Dwie skrajne noty (najwyższa i najniższa) niewliczane były do noty końcowej.

## Skocznie
Konkursy FIS Sommer Ladies Tournee w 2003 roku przeprowadzone zostały na czterech skoczniach narciarskich – Laideregg-Schanze w Bischofshofen, Pöhlbachschanze w Pöhli, Vogtlandschanze w Klingenthal oraz Meinhardus-Schanze w Meinerzhagen. Wszystkie obiekty były skoczniami średnimi.
|  | Nazwa skoczni      | Miejscowość   | Punkt K | Punkt jury | Rekord skoczni | Rekord skoczni              | Rekord skoczni |
|  | ------------------ | ------------- | ------- | ---------- | -------------- | --------------------------- | -------------- |
|  | Laideregg-Schanze  | Bischofshofen | K-65    | 78,0 m     | b.d.           | b.d.                        | b.d.           |
|  | Pöhlbachschanze    | Pöhla         | K-60    | 65,0 m     | 68,5 m         | Dirk Else                   | 2001           |
|  | Vogtlandschanze    | Klingenthal   | K-60    | 65,0 m     | b.d.           | b.d.                        | b.d.           |
|  | Meinhardus-Schanze | Meinerzhagen  | K-62    | 68,0 m     | 68,0 m         | Sandra Kaiser Stefan Pieper | b.d.           |

## Jury
Głównymi dyrektorami konkursów w ramach FIS Sommer Ladies Tournee byli kolejno: w drugim i trzecim konkursie – Günter Beck, a w czwartym i piątym – Manfred Bachmann.
Sędzią technicznym podczas drugiego i trzeciego konkursu w Pöhli był Günther Riedel, a jego asystentem – R. Distelmeier. W zawodach na skoczni Meinhardus-Schanzen sędzią technicznym był Wilfried Birkenstamm, a asystował mu Heinz Kiehl.
W poniższej tabeli znajduje się zestawienie wszystkich sędziów, którzy oceniali styl skoków podczas konkursów FIS Sommer Ladies Tournee 2003 wraz z zajmowanymi przez nich miejscami na wieży sędziowskiej.
| Sędzia               | Kraj   | Stanowisko na wieży sędziowskiej | Stanowisko na wieży sędziowskiej | Stanowisko na wieży sędziowskiej | Stanowisko na wieży sędziowskiej | Stanowisko na wieży sędziowskiej | Stanowisko na wieży sędziowskiej |
| Sędzia               | Kraj   | Bischofshofen                    | Pöhla                            | Pöhla                            | Klingenthal                      | Meinerzhagen                     | Meinerzhagen                     |
| -------------------- | ------ | -------------------------------- | -------------------------------- | -------------------------------- | -------------------------------- | -------------------------------- | -------------------------------- |
| Frank-Dietrich Bauer | Niemcy | b.d.                             | D                                | D                                | b.d.                             | –                                | –                                |
| Angelika Göbel       | Niemcy | b.d.                             | –                                | –                                | b.d.                             | E                                | D                                |
| Rüdiger Groll        | Niemcy | b.d.                             | –                                | –                                | b.d.                             | C                                | C                                |
| Alfred Höber         | Niemcy | b.d.                             | E                                | B                                | b.d.                             | –                                | –                                |
| Mirko Hünefeld       | Niemcy | b.d.                             | C                                | E                                | b.d.                             | –                                | –                                |
| Bernd Krauß          | Niemcy | b.d.                             | A                                | C                                | b.d.                             | –                                | –                                |
| Günther Kühnel       | Niemcy | b.d.                             | B                                | A                                | b.d.                             | –                                | –                                |
| Wilhelm Meister      | Niemcy | b.d.                             | –                                | –                                | b.d.                             | D                                | B                                |
| Wolfgang Patzina     | Niemcy | b.d.                             | –                                | –                                | b.d.                             | A                                | E                                |
| Bernhard Schön       | Niemcy | b.d.                             | –                                | –                                | b.d.                             | B                                | A                                |

## Podia

### Podium klasyfikacji łącznej
| Zawodniczka     | Bischofshofen | Bischofshofen | Bischofshofen | Pöhla  | Pöhla  | Pöhla | Klingenthal | Klingenthal | Klingenthal | Meinerzhagen | Meinerzhagen | Meinerzhagen | Nota łączna | Strata |
| Zawodniczka     | Skok 1        | Skok 2        | Nota          | Skok 1 | Skok 2 | Nota  | Skok 1      | Skok 2      | Nota        | Skok 1       | Skok 2       | Nota         | Nota łączna | Strata |
| --------------- | ------------- | ------------- | ------------- | ------ | ------ | ----- | ----------- | ----------- | ----------- | ------------ | ------------ | ------------ | ----------- | ------ |
| Anette Sagen    | 74,0 m        | 73,5 m        | 269,5         | 64,0 m | 66,0 m | 249,0 | 64,0 m      | 65,0 m      | 246,1       | 63,0 m       | 63,0 m       | 228,3        | 992,9       | –      |
| Henriette Smeby | 67,5 m        | 70,5 m        | 246,7         | 54,5 m | 59,0 m | 209,9 | 57,0 m      | 56,5 m      | 210,9       | 50,5 m       | 60,0 m       | 189,1        | 856,6       | 136,3  |
| Ayumi Watase    | 62,0 m        | 61,0 m        | 209,7         | 55,5 m | 56,5 m | 207,3 | 55,0 m      | 56,0 m      | 206,9       | 56,0 m       | 60,0 m       | 204,8        | 828,7       | 164,2  |

### Podia konkursów indywidualnych

#### Bischofshofen (13.08.2003)
| Miejsce | Imię i nazwisko | Skok 1 | Skok 2 | Noty za styl | Nota łączna | Strata   |
| ------- | --------------- | ------ | ------ | ------------ | ----------- | -------- |
| 1.      | Anette Sagen    | 74,0 m | 73,5 m | b.d.         | 269,5 pkt   | –        |
| 2.      | Henriette Smeby | 67,5 m | 70,5 m | b.d.         | 246,7 pkt   | 22,8 pkt |
| 3.      | Kristin Schmidt | 66,0 m | 70,0 m | b.d.         | 239,4 pkt   | 30,1 pkt |

#### Pöhla (16.08.2003)
| Miejsce | Imię i nazwisko | Skok 1           | Skok 2           | Noty za styl                                                      | Nota łączna | Strata   |
| ------- | --------------- | ---------------- | ---------------- | ----------------------------------------------------------------- | ----------- | -------- |
| 1.      | Anette Sagen    | 64,0 m 122,1 pkt | 66,0 m 126,9 pkt | 18,0 • 15,5 • 17,5 • 18,0 • 17,0 17,5 • 17,5 • 18,0 • 17,5 • 17,5 | 249,0 pkt   | –        |
| 2.      | Ulrike Gräßler  | 57,5 m 105,0 pkt | 60,0 m 111,5 pkt | 17,5 • 16,5 • 17,0 • 17,0 • 17,0 17,0 • 17,0 • 17,5 • 17,5 • 17,0 | 216,5 pkt   | 32,5 pkt |
| 3.      | Henriette Smeby | 54,5 m 98,8 pkt  | 59,0 m 111,1 pkt | 17,0 • 17,0 • 17,5 • 17,5 • 17,5 18,0 • 18,0 • 18,5 • 17,5 • 17,5 | 209,9 pkt   | 39,1 pkt |

#### Klingenthal (20.08.2003)
| Miejsce | Imię i nazwisko | Skok 1           | Skok 2           | Noty za styl                                                      | Nota łączna | Strata   |
| ------- | --------------- | ---------------- | ---------------- | ----------------------------------------------------------------- | ----------- | -------- |
| 1.      | Anette Sagen    | 64,0 m 122,1 pkt | 65,0 m 124,0 pkt | 17,5 • 17,5 • 17,5 • 17,0 • 17,5 17,5 • 17,0 • 17,5 • 17,0 • 17,5 | 246,1 pkt   | –        |
| 2.      | Kristin Schmidt | 56,0 m 104,4 pkt | 60,0 m 113,5 pkt | 18,0 • 18,5 • 17,5 • 18,0 • 18,0 18,0 • 18,0 • 17,5 • 18,0 • 17,0 | 217,9 pkt   | 28,2 pkt |
| 3.      | Magdalena Kubli | 57,0 m 106,3 pkt | 57,5 m 109,0 pkt | 17,5 • 18,0 • 18,0 • 17,5 • 18,5 18,5 • 18,5 • 18,0 • 18,0 • 18,5 | 215,3 pkt   | 30,8 pkt |

#### Meinerzhagen (24.08.2003)
| Miejsce | Imię i nazwisko | Skok 1           | Skok 2           | Noty za styl                                                      | Nota łączna | Strata   |
| ------- | --------------- | ---------------- | ---------------- | ----------------------------------------------------------------- | ----------- | -------- |
| 1.      | Anette Sagen    | 63,0 m 114,9 pkt | 63,0 m 113,4 pkt | 17,5 • 17,5 • 17,5 • 17,5 • 16,5 17,0 • 17,0 • 17,5 • 17,0 • 17,0 | 228,3 pkt   | –        |
| 2.      | Ayumi Watase    | 56,0 m 95,6 pkt  | 60,0 m 109,2 pkt | 16,5 • 16,5 • 17,0 • 17,0 • 16,0 18,5 • 18,0 • 18,5 • 17,5 • 17,5 | 204,8 pkt   | 23,5 pkt |
| 3.      | Monika Pogladič | 53,5 m 90,1 pkt  | 58,5 m 103,6 pkt | 17,0 • 16,5 • 17,0 • 17,0 • 16,0 17,0 • 17,5 • 17,5 • 17,5 • 17,0 | 193,7 pkt   | 34,6 pkt |

### Podia konkursów drużynowych

#### Pöhla (17.08.2003)
| Miejsce | Reprezentacja | Imię i nazwisko | Skok 1           | Skok 2           | Noty za styl                                                      | Nota zawodniczki | Nota drużyny | Strata    |
| ------- | ------------- | --------------- | ---------------- | ---------------- | ----------------------------------------------------------------- | ---------------- | ------------ | --------- |
| 1.      | Norwegia I    | Kristin Fridtun | 50,5 m 87,2 pkt  | 50,5 m 85,7 pkt  | 16,0 • 16,5 • 16,5 • 17,0 • 17,0 15,0 • 16,0 • 16,0 • 16,5 • 17,0 | 172,9 pkt        | 615,3 pkt    | –         |
| 1.      | Norwegia I    | Henriette Smeby | 56,0 m 103,9 pkt | 55,0 m 101,5 pkt | 18,5 • 17,5 • 18,0 • 17,5 • 18,0 18,0 • 18,0 • 17,5 • 17,5 • 18,0 | 205,4 pkt        | 615,3 pkt    | –         |
| 1.      | Norwegia I    | Anette Sagen    | 64,0 m 122,1 pkt | 61,0 m 114,9 pkt | 17,0 • 17,5 • 17,5 • 18,0 • 17,5 17,0 • 17,0 • 18,0 • 17,5 • 18,0 | 237,0 pkt        | 615,3 pkt    | –         |
| 2.      | Niemcy I      | Ulrike Gräßler  | 52,5 m 91,0 pkt  | 51,0 m 88,4 pkt  | 16,5 • 16,0 • 16,5 • 17,0 • 16,0 16,5 • 16,0 • 16,5 • 17,0 • 17,0 | 179,4 pkt        | 565,4 pkt    | 49,9 pkt  |
| 2.      | Niemcy I      | Jenna Mohr      | 54,5 m 97,8 pkt  | 52,5 m 90,5 pkt  | 17,0 • 17,5 • 17,0 • 17,0 • 17,0 15,5 • 15,5 • 16,5 • 16,5 • 16,5 | 188,3 pkt        | 565,4 pkt    | 49,9 pkt  |
| 2.      | Niemcy I      | Kristin Schmidt | 52,5 m 95,0 pkt  | 55,5 m 102,7 pkt | 18,0 • 17,5 • 17,5 • 18,0 • 17,5 18,0 • 17,5 • 18,5 • 17,5 • 18,0 | 197,7 pkt        | 565,4 pkt    | 49,9 pkt  |
| 3.      | Austria I     | Katrin Stefaner | 49,5 m 83,8 pkt  | 52,0 m 89,8 pkt  | 16,0 • 15,5 • 16,5 • 16,5 • 17,0 16,0 • 16,5 • 15,0 • 16,5 • 16,5 | 173,6 pkt        | 514,9 pkt    | 100,4 pkt |
| 3.      | Austria I     | Tanja Drage     | 48,5 m 79,9 pkt  | 45,5 m 73,2 pkt  | 15,5 • 16,0 • 15,5 • 16,0 • 16,5 16,0 • 16,0 • 15,5 • 16,5 • 16,0 | 153,1 pkt        | 514,9 pkt    | 100,4 pkt |
| 3.      | Austria I     | Magdalena Kubli | 54,5 m 98,8 pkt  | 51,0 m 89,4 pkt  | 16,5 • 17,5 • 17,5 • 17,5 • 17,0 16,5 • 16,5 • 17,0 • 17,5 • 17,5 | 188,2 pkt        | 514,9 pkt    | 100,4 pkt |

#### Meinerzhagen (23.08.2003)
| Miejsce | Reprezentacja | Imię i nazwisko            | Skok 1 | Skok 2 | Noty za styl | Nota zawodniczki | Nota drużyny | Strata   |
| ------- | ------------- | -------------------------- | ------ | ------ | ------------ | ---------------- | ------------ | -------- |
| 1.      | Austria I     | Jacqueline Seifriedsberger | b.d.   | b.d.   | b.d.         | 212,3 pkt        | 604,2 pkt    | –        |
| 1.      | Austria I     | Tanja Drage                | b.d.   | b.d.   | b.d.         | 202,1 pkt        | 604,2 pkt    | –        |
| 1.      | Austria I     | Magdalena Kubli            | b.d.   | b.d.   | b.d.         | 189,8 pkt        | 604,2 pkt    | –        |
| 2.      | Słowenia II   | Tamara Kancilja            | b.d.   | b.d.   | b.d.         | 205,1 pkt        | 594,3 pkt    | 9,9 pkt  |
| 2.      | Słowenia II   | Monika Pogladič            | b.d.   | b.d.   | b.d.         | 200,4 pkt        | 594,3 pkt    | 9,9 pkt  |
| 2.      | Słowenia II   | Eva Logar                  | b.d.   | b.d.   | b.d.         | 188,8 pkt        | 594,3 pkt    | 9,9 pkt  |
| 3.      | Niemcy I      | Juliane Seyfarth           | b.d.   | b.d.   | b.d.         | 212,3 pkt        | 587,9 pkt    | 16,3 pkt |
| 3.      | Niemcy I      | Ulrike Gräßler             | b.d.   | b.d.   | b.d.         | 195,7 pkt        | 587,9 pkt    | 16,3 pkt |
| 3.      | Niemcy I      | Jenna Mohr                 | b.d.   | b.d.   | b.d.         | 179,9 pkt        | 587,9 pkt    | 16,3 pkt |

## Przebieg zawodów

### Bischofshofen

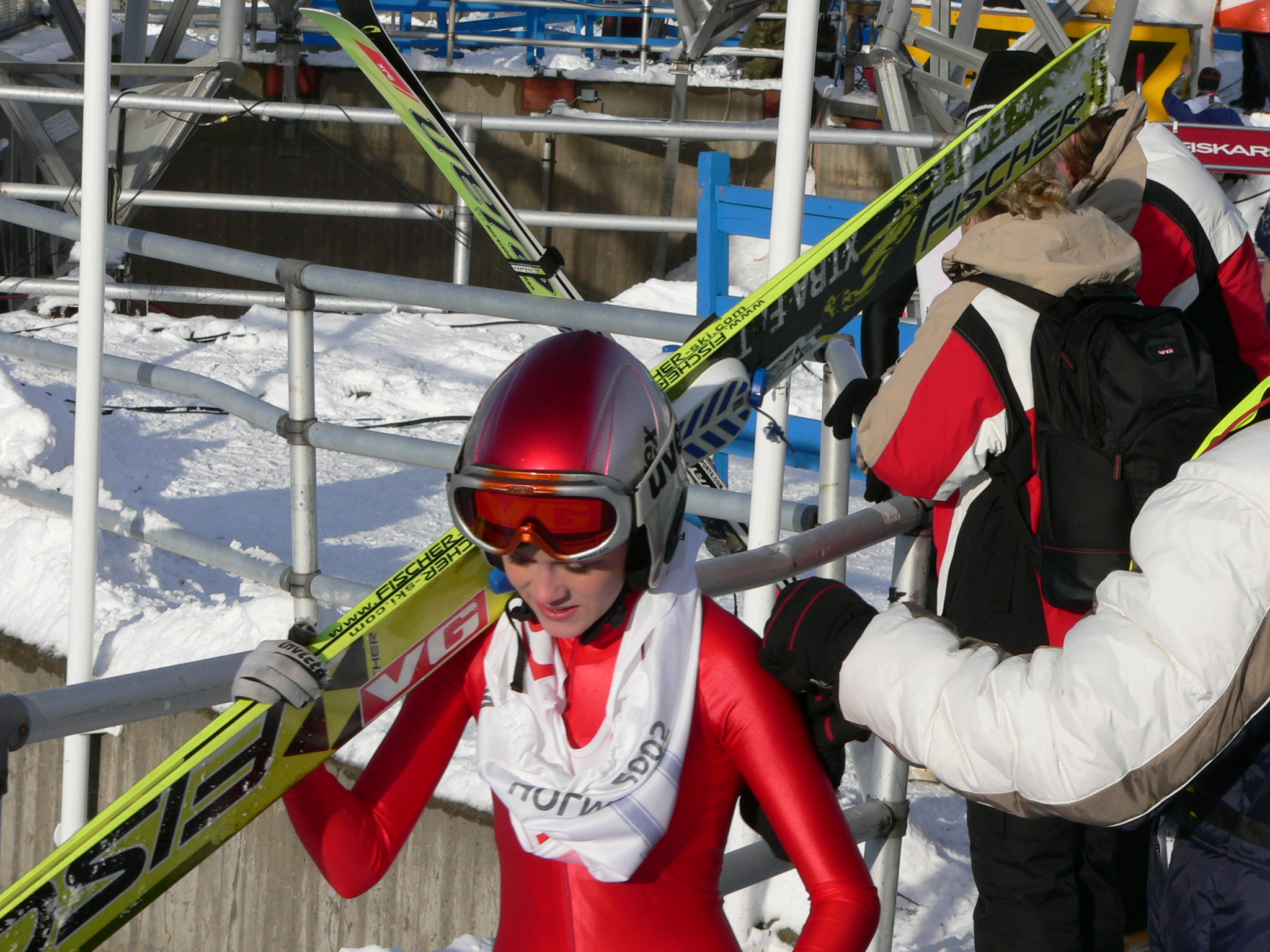
Henriette Smeby – druga zawodniczka pierwszych zmagań indywidualnych, trzecia w konkursie w Pöhli oraz druga zawodniczka klasyfikacji generalnej

Pierwszy z konkursów przeprowadzony w ramach FIS Sommer Ladies Tournee 2003 odbył się na obiekcie średnim w Bischofshofen. Wystartowało w nim trzydzieści dziewięć zawodniczek. W pierwszej serii sześciu zawodniczkom udało się uzyskać odległość równą co najmniej punktowi konstrukcyjnemu, umieszczonemu na 65. metrze. Najdalej skoczyła Anette Sagen (74 m), jednocześnie bijąc dotychczasowy rekord skoczni. Drugą odległość serii uzyskała Henriette Smeby (67,5 m). Półtora metra gorszy rezultat uzyskały Japonka Izumi Yamada i Niemka Kristin Schmidt. Powyżej punktu K skoczyły również Tamara Kancilja i Monika Pogladič.
W serii finałowej siedem skoczkiń osiągnęło odległość powyżej punktu konstrukcyjnego. Najdalej w drugiej serii lądowała Anette Sagen, która uzyskała 73,5 metra. Podobnie jak w pierwszej serii również Henriette Smeby (70,5 m), Kristin Schmidt (70 m), Tamara Kancilja (66,5 m) i Monika Pogladič (66,0 m), uzyskały odległości powyżej 65 m. Zwyciężczynią konkursu została Sagen, z przewagą 22,8 punktów nad Smeby i 30,1 nad Schmidt.

#### Wyniki zawodów (13.08.2003)
| 1.  | Anette Sagen               | Norwegia | 74,0 | 73,5 | 269,5 |
| 2.  | Henriette Smeby            | Norwegia | 67,5 | 70,5 | 246,7 |
| 3.  | Kristin Schmidt            | Niemcy   | 66,0 | 70,0 | 239,4 |
| 4.  | Tamara Kancilja            | Słowenia | 65,5 | 66,5 | 234,3 |
| 5.  | Monika Pogladič            | Słowenia | 65,5 | 66,0 | 231,6 |
| 6.  | Izumi Yamada               | Japonia  | 66,0 | 64,5 | 227,7 |
| 7.  | Jenna Mohr                 | Niemcy   | 64,0 | 65,5 | 223,8 |
| 8.  | Magdalena Kubli            | Austria  | 64,5 | 65,0 | 220,8 |
| 9.  | Tanja Drage                | Austria  | 62,5 | 63,0 | 216,7 |
| 10. | Angelika Kühorn            | Niemcy   | 63,5 | 52,5 | 215,9 |
| 11. | Jacqueline Seifriedsberger | Austria  | 63,0 | 60,5 | 211,9 |
| 12. | Ayumi Watase               | Japonia  | 62,0 | 61,0 | 209,7 |
| 13. | Brigit Tuss                | Niemcy   | 60,0 | 60,5 | 201,2 |
| 14. | Katrin Stefaner            | Austria  | 59,0 | 61,5 | 198,7 |
| 15. | Kristin Fridtun            | Norwegia | 63,5 | 59,5 | 196,7 |
| 16. | Ulrike Gräßler             | Niemcy   | 61,5 | 59,5 | 196,4 |
| 17. | Verena Floss               | Austria  | 57,0 | 60,5 | 193,5 |
| 18. | Urša Rozman                | Słowenia | 57,0 | 60,0 | 192,8 |
| 19. | Petra Benedik              | Słowenia | 56,5 | 57,0 | 185,4 |
| 20. | Nicole Hauer               | Niemcy   | 56,5 | 56,5 | 183,2 |
| 21. | Carina Hils                | Niemcy   | 55,0 | 57,5 | 180,0 |
| 22. | Amélie Andre               | Francja  | 56,5 | 55,0 | 179,1 |
| 23. | Kerstin Mörtl              | Niemcy   | 55,0 | 56,0 | 174,9 |
| 24. | Virginie Reynaud           | Francja  | 54,0 | 56,0 | 173,5 |
| 25. | Andrea Temme               | Niemcy   | 56,5 | 56,0 | 172,0 |
| 26. | Camille Lizon Au Crie      | Francja  | 55,0 | 56,0 | 165,4 |
| 27. | Maja Vtič                  | Słowenia | 56,0 | 49,5 | 158,2 |
| 28. | Anna Häfele                | Niemcy   | 50,0 | 54,0 | 152,6 |
| 29. | Lisa Demetz                | Włochy   | 51,0 | 51,5 | 149,0 |
| 30. | Eva Logar                  | Słowenia | 47,0 | 54,0 | 139,9 |
| 31. | Vladěna Pustková           | Czechy   | 44,0 | 53,0 | 131,3 |
| 32. | Stefanie Purr              | Austria  | 43,0 | 49,0 | 112,8 |
| 33. | Christina Supper           | Niemcy   | 43,0 | 45,0 | 108,7 |
| 34. | Anja Tepeš                 | Słowenia | 39,5 | 49,0 | 107,9 |
| 35. | Roberta D’Agostina         | Włochy   | 39,5 | 44,5 | 94,1  |
| 36. | Barbara Stuffer            | Włochy   | 42,0 | 40,0 | 85,3  |
| 37. | Valentine Prucker          | Włochy   | 38,0 | 38,5 | 72,1  |
| 38. | Elena Runggaldier          | Włochy   | 35,0 | 41,0 | 71,4  |
| 39. | Jenny Perathoner           | Włochy   | 34,5 | 39,0 | 63,9  |

### Pöhla

#### Pierwszy konkurs (indywidualny)

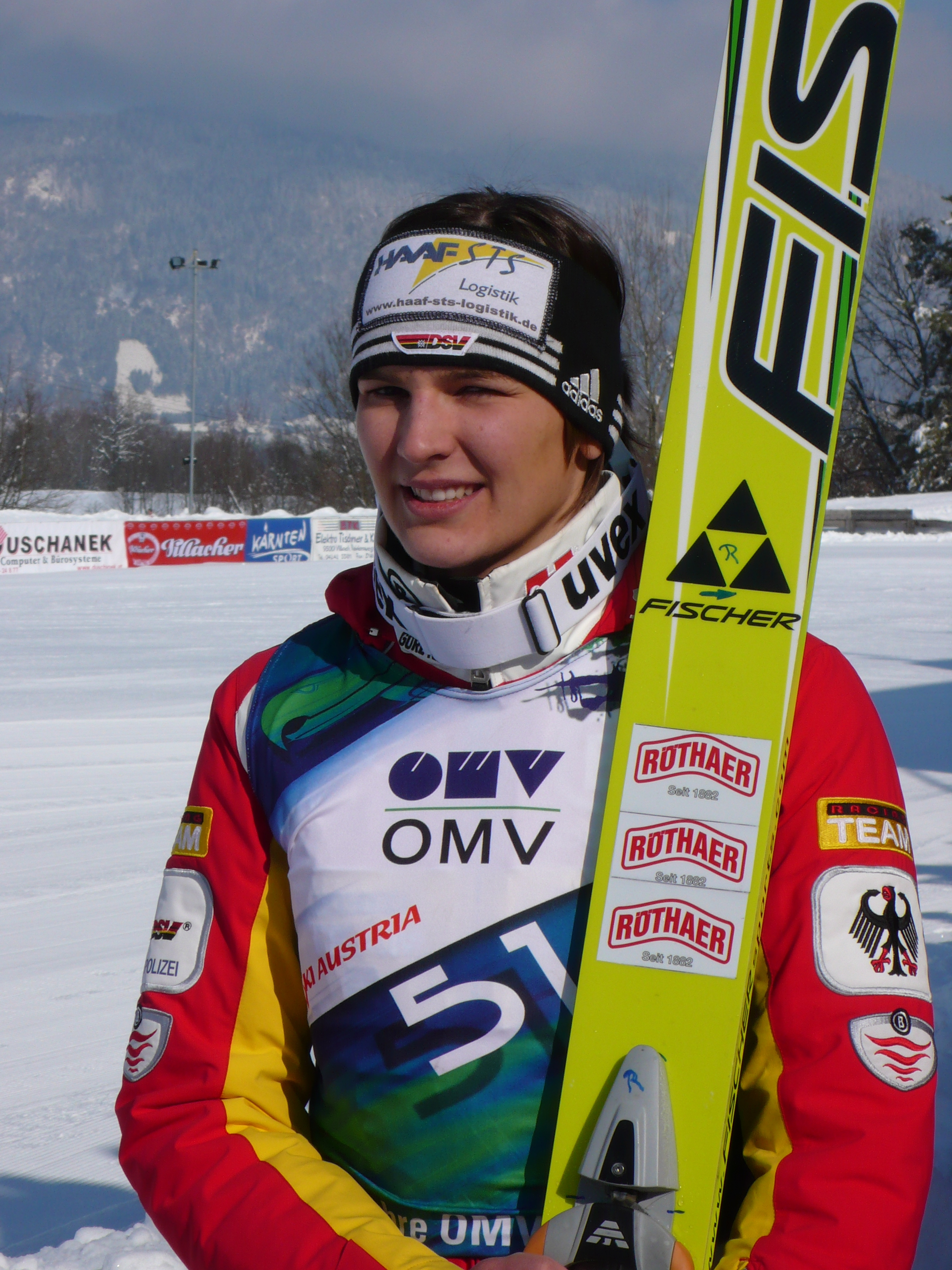
Ulrike Gräßler – druga zawodniczka konkursów w Pöhli (indywidualnie i drużynowo) oraz szósta zawodniczka klasyfikacji generalnej

Trzy dni po rozpoczynającym FIS Sommer Ladies Tournee 2003 konkursie w Bischofshofen przeprowadzone zostały drugie indywidualne zawody, tym razem na skoczni Pöhlbachschanze (K-60). W pierwszej serii jedynie Anette Sagen uzyskała odległość powyżej punktu konstrukcyjnego. Norweżka skoczyła 64 metry, co było wynikiem o cztery i pół metra krótszym niż rekord skoczni. Angelika Kühorn, która uzyskała drugą odległość pierwszej serii (58,5 m), otrzymała również słabsze noty za styl niż Anette Sagen. Dzięki temu Norweżka po pierwszej serii klasyfikowała się na pierwszym miejscu z przewagą 15,2 punktu nad Kühorn. Trzecia po skoku na odległość 57,5 metra, z 17,1 punktu straty do Norweżki, była Ulrike Gräßler.
W serii finałowej, podobnie jak w pierwszej, Anette Sagen (66 m), udało się uzyskać odległość powyżej punktu konstrukcyjnego. Skok ten był najlepszym w całym konkursie. Izumi Yamada oraz Ulrike Gräßler oddały 60-metrowe, dzięki czemu trzecia po pierwszej serii Niemka awansowała na drugie miejsce w klasyfikacji łącznej konkursu, zaś Yamada zajęła ostatecznie czwarte miejsce. Druga po pierwszej serii Angelika Kühorn wobec słabszego skoku (53,5 m) spadła na ósme miejsce w klasyfikacji łącznej konkursu. Szósta po pierwszej serii Henriette Smeby uzyskała czwartą notę drugiej serii po skoku o długości 59 m, co pozwoliło jej na awans na najniższy stopień podium drugiego konkursu FSLT. Wygrała Sagen z przewagą 32,5 punktu przed Gräßler i 39,9 nad Smeby.
W ramach zawodów rozegrano także mistrzostwa Niemiec w skokach narciarskich. Mistrzynią kraju została Ulrike Gräßler (2. w konkursie), srebrny medal wywalczyła Kristin Schmidt (5.), a na najniższym stopniu podium stanęła Angelika Kühorn (8.).

##### Wyniki zawodów (16.08.2003)
| 1.  | Anette Sagen          | Norwegia | 64,0 | 122,1 | 66,0 | 126,9 | 249,0 |
| 2.  | Ulrike Gräßler        | Niemcy   | 57,5 | 105,0 | 60,0 | 111,5 | 216,5 |
| 3.  | Henriette Smeby       | Norwegia | 54,5 | 98,8  | 59,0 | 111,1 | 209,9 |
| 4.  | Izumi Yamada          | Japonia  | 54,0 | 96,6  | 60,0 | 113,0 | 209,6 |
| 5.  | Kristin Schmidt       | Niemcy   | 55,0 | 101,0 | 57,0 | 106,8 | 207,8 |
| 6.  | Ayumi Watase          | Japonia  | 55,5 | 102,2 | 56,5 | 105,1 | 207,3 |
| 7.  | Magdalena Kubli       | Austria  | 54,5 | 97,8  | 58,0 | 107,2 | 205,0 |
| 8.  | Angelika Kühorn       | Niemcy   | 58,5 | 106,9 | 53,5 | 94,4  | 201,3 |
| 9.  | Jenna Mohr            | Niemcy   | 53,5 | 94,4  | 57,5 | 105,5 | 199,9 |
| 10. | Kristin Fridtun       | Norwegia | 54,5 | 95,8  | 53,5 | 92,9  | 188,7 |
| 11. | Carina Hils           | Niemcy   | 52,5 | 93,0  | 52,0 | 90,8  | 183,8 |
| 12. | Tanja Drage           | Austria  | 54,0 | 95,1  | 51,0 | 88,4  | 183,5 |
| 13. | Katrin Stefaner       | Austria  | 52,5 | 91,0  | 50,5 | 85,7  | 176,7 |
| 14. | Brigit Tuss           | Niemcy   | 48,5 | 80,9  | 48,0 | 79,2  | 160,1 |
| 15. | Amélie Andre          | Francja  | 47,0 | 79,3  | 46,5 | 76,1  | 155,4 |
| 16. | Kerstin Mörtl         | Niemcy   | 47,5 | 78,0  | 47,5 | 77,0  | 155,0 |
| 17. | Nicole Hauer          | Niemcy   | 47,0 | 78,3  | 47,0 | 75,8  | 154,1 |
| 18. | Juliane Seyfarth      | Niemcy   | 45,0 | 68,5  | 48,5 | 83,4  | 151,9 |
| 19. | Lisa Rexhäuser        | Niemcy   | 49,0 | 80,1  | 46,5 | 71,1  | 151,2 |
| 20. | Andrea Temme          | Niemcy   | 47,0 | 75,3  | 46,0 | 71,4  | 146,7 |
| 21. | Camille Lizon Au Crie | Francja  | 45,5 | 69,7  | 45,0 | 68,5  | 138,2 |
| 22. | Anna Häfele           | Niemcy   | 43,5 | 63,9  | 44,5 | 70,3  | 134,2 |
| 23. | Vladěna Pustková      | Czechy   | 45,0 | 68,0  | 43,5 | 63,9  | 131,9 |
| 24. | Laura Gruß            | Niemcy   | 44,0 | 65,6  | 42,0 | 62,8  | 128,4 |
| 25. | Virginie Reynaud      | Francja  | 45,0 | 71,0  | 37,5 | 47,5  | 118,5 |
| 26. | Carina Ziller         | Niemcy   | 41,0 | 56,4  | 39,0 | 52,6  | 109,0 |
| 27. | Carina Vogt           | Niemcy   | 38,0 | 50,2  | 36,0 | 44,4  | 94,6  |

#### Drugi konkurs (drużynowy)

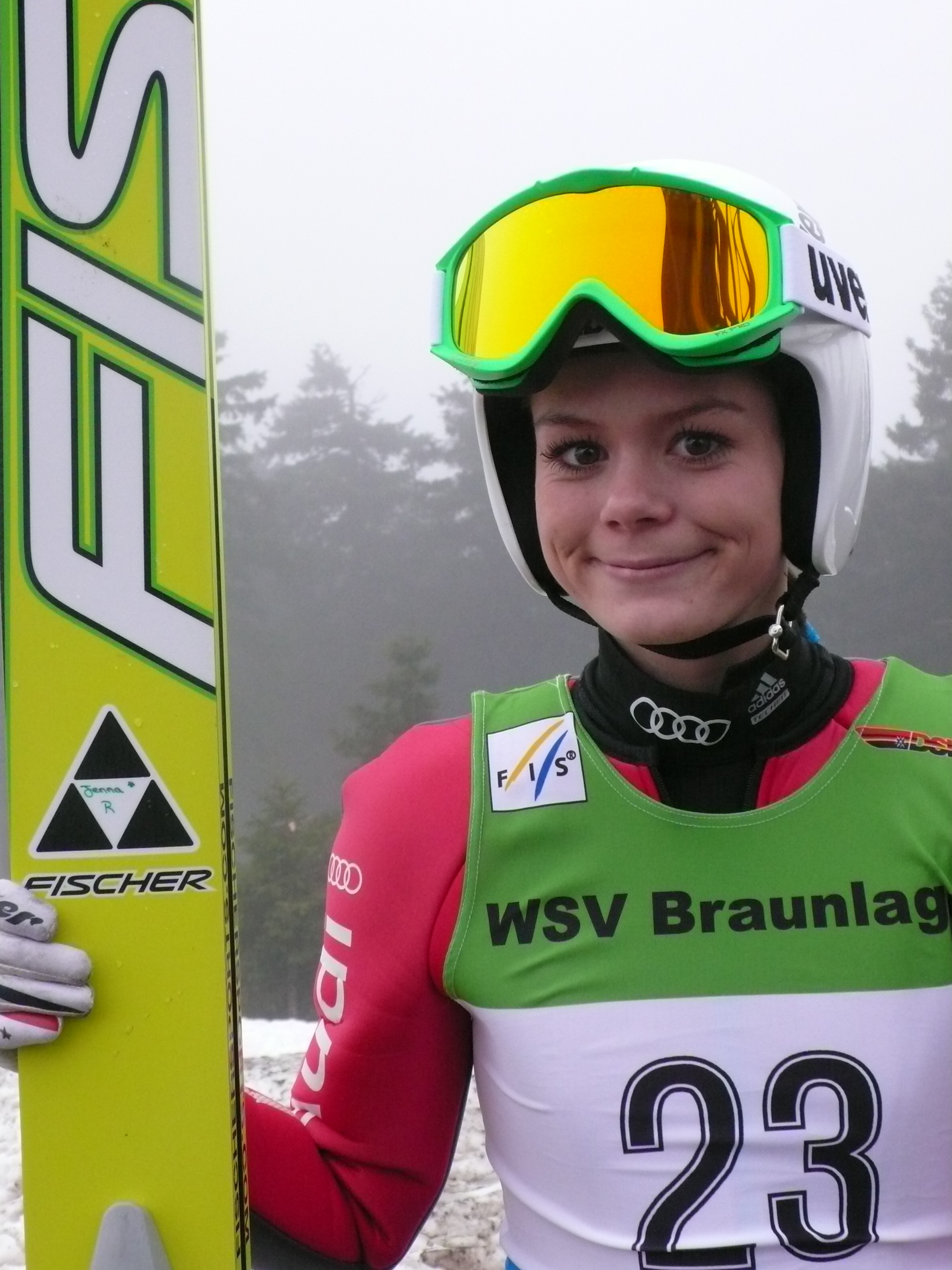
Jenna Mohr – druga zawodniczka konkursu drużynowego w Pöhli oraz siódma zawodniczka klasyfikacji generalnej

Trzecią konkurencją trzeciej edycji FIS Sommer Ladies Tournee były zawody drużynowe na skoczni średniej w Pöhli, które odbyły się 17 sierpnia. W konkursie wystartowało osiem drużyn – sześć reprezentacji narodowych i dwie drużyny mieszane. Po pierwszej kolejce skoków na prowadzeniu była pierwsza reprezentacja Niemiec. Najdalej skoczyła Ulrike Gräßler, która uzyskała 52,5 metra. Na kolejnych miejscach znajdowały się Norwegia i druga drużyna niemiecka. Najdalej w drugiej kolejce – 56 metrów – skoczyła reprezentantka Norwegii, Henriette Smeby. Dzięki jej skokowi ekipa norweska wysunęła się na prowadzenie z przewagą 2,3 punktu nad pierwszą drużyną Niemiec. W ostatniej grupie pierwszej serii najdalej skoczyła Anette Sagen (64,0 m), dzięki czemu Norweżki powiększyły przewagę zgromadzoną po poprzednich seriach. Skok o 9,5 metra od Sagen krótszy oddała Magdalena Kubli, co pozwoliło odrobić Austriaczkom nieco punktów do pierwszej drużyny niemieckiej wobec słabszej próby Kristin Schmidt (52,5 m). Po pierwszej serii prowadziły Norweżki, z przewagą 26,7 punktu nad pierwszą drużyną Niemiec i 46,6 nad Austriaczkami.
Najdłuższym skokiem czwartej kolejki był skok Katrin Stefaner na 52,0 metry. Metr bliżej lądowała Ulrike Gräßler, co pozwoliło ponownie odrobić Austriaczkom nieco strat do pierwszej reprezentacji Niemiec. W piątej kolejce najdalej skoczyła Henriette Smeby, która uzyskała 55,0 metrów. Niemka Jenna Mohr (52,5 m) uzyskała drugą odległość, dzięki czemu pierwsza drużyna Niemiec powiększyła przewagę nad Austriaczkami, po słabszym skoku Tanji Drage. W ostatniej, szóstej kolejce najdalej skoczyła podobnie jak w pierwszej serii Anette Sagen (61,0 m), która w nieoficjalnej klasyfikacji indywidualnej zajęła pierwsze miejsce, z przewagą 31,6 punktu nad Henriette Smeby. Na pierwszym miejscu uplasowała się reprezentacja Norwegii, z przewagą 49,9 punktu nad pierwszą drużyną Niemiec i 100,4 nad pierwszą reprezentacją Austrii.
Reprezentacja Niemiec wystawiła do startu trzy zespoły.

##### Wyniki zawodów (17.08.2003)
| Miejsce      | Reprezentacja                         | Zawodniczka           | Seria 1 | Seria 1  | Seria 2         | Seria 2 | Nota zespołu |       |      |       |       |
| Miejsce      | Reprezentacja                         | Zawodniczka           | Skok    | Nota     | Skok            | Nota    | Nota zespołu |       |      |       |       |
| ------------ | ------------------------------------- | --------------------- | ------- | -------- | --------------- | ------- | ------------ | ----- | ---- | ----- | ----- |
| Miejsce      | Reprezentacja                         | Zawodniczka           | 1.      | Norwegia | Kristin Fridtun | 50,5    | Nota zespołu | 87,2  | 50,5 | 85,7  | 615,3 |
| Miejsce      | Reprezentacja                         | Zawodniczka           | 1.      | Norwegia | Henriette Smeby | 56,0    | Nota zespołu | 103,9 | 55,0 | 101,5 | 615,3 |
| Anette Sagen | 64,0                                  | 122,1                 | 1.      | Norwegia | 61,0            | 114,9   |              |       |      |       | 615,3 |
| 2.           | Niemcy I                              | Ulrike Gräßler        | 52,5    | 91,0     | 51,0            | 88,4    | 565,4        |       |      |       |       |
| 2.           | Niemcy I                              | Jenna Mohr            | 54,5    | 97,8     | 52,5            | 90,5    | 565,4        |       |      |       |       |
| 2.           | Niemcy I                              | Kristin Schmidt       | 52,5    | 95,0     | 55,5            | 102,7   | 565,4        |       |      |       |       |
| 3.           | Austria                               | Katrin Stefaner       | 49,5    | 83,8     | 52,0            | 89,8    | 514,9        |       |      |       |       |
| 3.           | Austria                               | Tanja Drage           | 48,5    | 79,9     | 45,5            | 73,2    | 514,9        |       |      |       |       |
| 3.           | Austria                               | Magdalena Kubli       | 54,5    | 98,8     | 51,0            | 89,4    | 514,9        |       |      |       |       |
| 4.           | Niemcy II                             | Carina Hils           | 50,0    | 86,0     | 48,0            | 80,2    | 503,4        |       |      |       |       |
| 4.           | Niemcy II                             | Birgit Tuss           | 49,0    | 83,1     | 46,0            | 76,4    | 503,4        |       |      |       |       |
| 4.           | Niemcy II                             | Angelika Kühorn       | 51,5    | 90,1     | 51,5            | 87,6    | 503,4        |       |      |       |       |
| 5.           | Drużyna mieszana (Czechy, Japonia) I  | Vladěna Pustková      | 42,0    | 60,8     | 38,0            | 49,7    | 487,0        |       |      |       |       |
| 5.           | Drużyna mieszana (Czechy, Japonia) I  | Ayumi Watase          | 51,5    | 91,6     | 51,5            | 92,1    | 487,0        |       |      |       |       |
| 5.           | Drużyna mieszana (Czechy, Japonia) I  | Izumi Yamada          | 52,5    | 92,5     | 54,5            | 100,3   | 487,0        |       |      |       |       |
| 6.           | Francja                               | Camille Lizon Au Crie | 40,5    | 55,2     | 42,0            | 61,7    | 409,0        |       |      |       |       |
| 6.           | Francja                               | Virginie Reynaud      | 44,5    | 72,8     | 43,5            | 69,4    | 409,0        |       |      |       |       |
| 6.           | Francja                               | Amélie Andre          | 44,5    | 72,3     | 46,5            | 77,6    | 409,0        |       |      |       |       |
| 7.           | Niemcy III                            | Laura Gruß            | 40,0    | 58,5     | 44,5            | 70,8    | 408,9        |       |      |       |       |
| 7.           | Niemcy III                            | Anna Häfele           | 40,0    | 57,5     | 43,0            | 65,2    | 408,9        |       |      |       |       |
| 7.           | Niemcy III                            | Nicole Hauer          | 47,0    | 78,3     | 46,5            | 78,6    | 408,9        |       |      |       |       |
| 8.           | Drużyna mieszana (Niemcy, Austria) II | Carina Vogt           | 39,0    | 52,6     | 41,0            | 59,4    | 377,5        |       |      |       |       |
| 8.           | Drużyna mieszana (Niemcy, Austria) II | Carina Ziller         | 41,0    | 57,9     | 41,5            | 60,1    | 377,5        |       |      |       |       |
| 8.           | Drużyna mieszana (Niemcy, Austria) II | Kerstin Mörtl         | 48,0    | 80,7     | 44,5            | 66,8    | 377,5        |       |      |       |       |

### Klingenthal

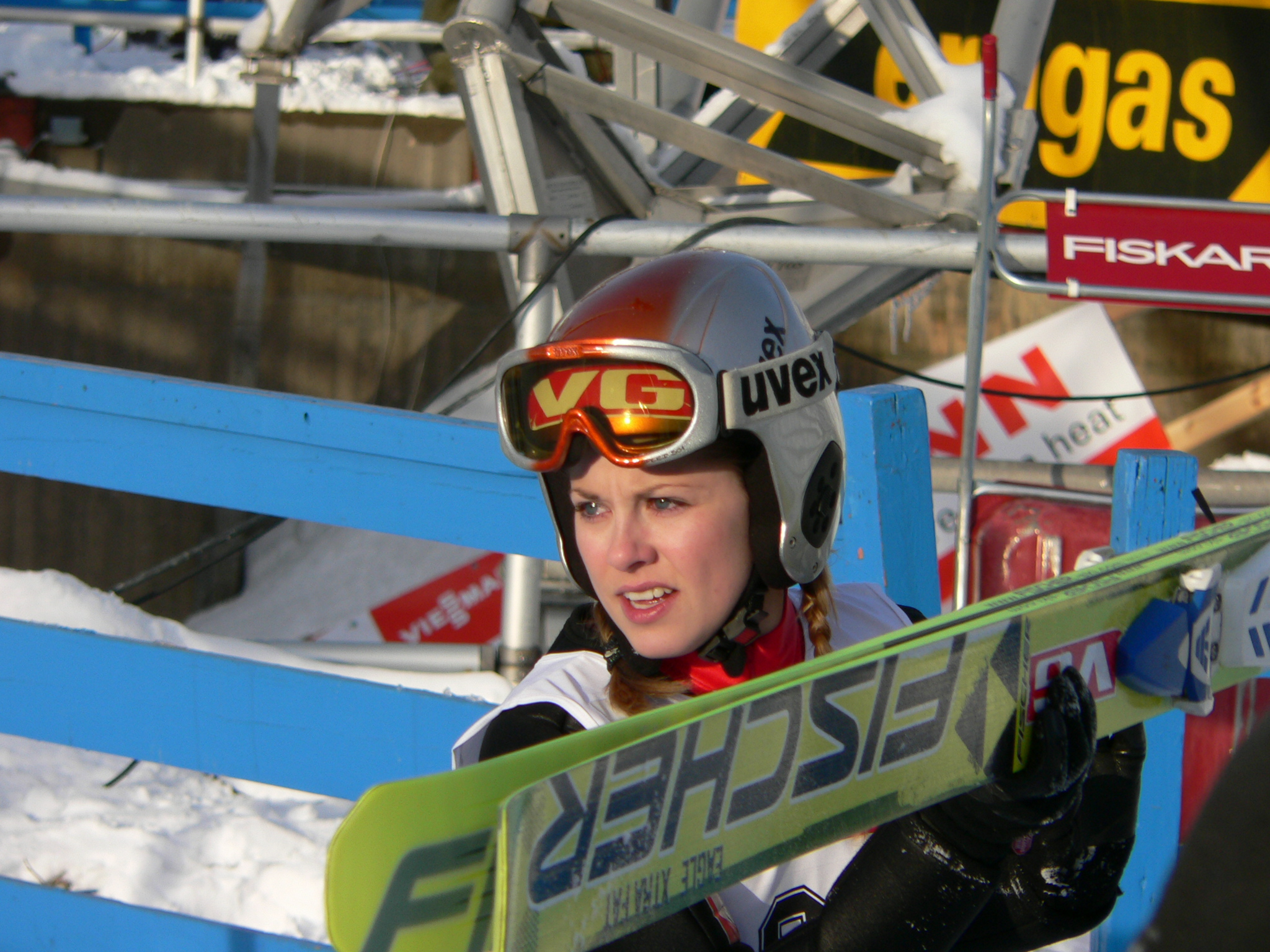
Anette Sagen – zwyciężczyni wszystkich zawodów indywidualnych, pierwszego konkursu drużynowego oraz klasyfikacji generalnej trzeciej edycji FIS Sommer Ladies Tournee

Trzy dni po konkursie w Pöhli przeprowadzony został trzeci indywidualny konkurs FSLT, na Vogtlandschanzen (K-60) w Klingenthal. Wystartowało w nim dwadzieścia pięć zawodniczek. W pierwszej serii jednej skoczkini udało się uzyskać odległość powyżej punktu konstrukcyjnego. Ponownie była to Anette Sagen (64 m), jednocześnie po raz kolejny bijąc rekord skoczni. Drugą odległość serii uzyskały Henriette Smeby i Magdalena Kubli (57 m). Lepsze noty za styl uzyskała Norweżka, dzięki czemu uplasowała się na drugim miejscu po pierwszej serii. Liderką była Sagen z 14,8 punktu przewagi nad Smeby.
W drugiej serii jedenaście skoczkiń osiągnęło odległość 55-metrową, natomiast dwie oddały skok co najmniej 60-metrowy. Pierwszą, która tego dokonała, była piąta po pierwszej turze skoków Kristin Schmidt, która wylądowała dokładnie na punkcie konstrukcyjnym. Rezultat ten został poprawiony przez Norweżkę Anette Sagen, która poprawiła jeszcze uzyskaną w pierwszej serii najdłuższą odległość, lądując na 65 metrze, dzięki czemu po raz drugi poprawiła rekord skoczni i wygrała konkurs z przewagą 35,2 punktu nad Smeby. Trzecia była Austriaczka Kubli.

#### Wyniki zawodów (20.08.2003)
| 1.  | Anette Sagen          | Norwegia | 64,0 | 122,1 | 65,0 | 124,0 | 246,1 |
| 2.  | Kristin Schmidt       | Niemcy   | 56,0 | 104,4 | 60,0 | 113,5 | 217,9 |
| 3.  | Magdalena Kubli       | Austria  | 57,0 | 106,3 | 57,5 | 109,0 | 215,3 |
| 4.  | Ulrike Gräßler        | Niemcy   | 56,5 | 103,1 | 59,5 | 108,8 | 211,9 |
| 5.  | Henriette Smeby       | Norwegia | 57,0 | 107,3 | 56,5 | 103,6 | 210,9 |
| 6.  | Izumi Yamada          | Japonia  | 56,5 | 105,6 | 57,5 | 104,0 | 209,6 |
| 7.  | Ayumi Watase          | Japonia  | 55,0 | 102,0 | 56,0 | 104,9 | 206,9 |
| 8.  | Angelika Kühorn       | Niemcy   | 55,0 | 100,0 | 55,0 | 99,0  | 199,0 |
| 9.  | Carina Hils           | Niemcy   | 53,5 | 96,9  | 55,0 | 100,5 | 197,4 |
| 10. | Katrin Stefaner       | Austria  | 54,5 | 99,3  | 53,0 | 95,2  | 194,5 |
| 11. | Tanja Drage           | Austria  | 52,0 | 92,8  | 55,0 | 101,0 | 193,8 |
| 12. | Kerstin Mörtl         | Niemcy   | 52,0 | 93,3  | 51,5 | 90,6  | 183,9 |
| 13. | Jenna Mohr            | Niemcy   | 56,5 | 103,1 | 55,0 | 76,0  | 179,1 |
| 14. | Amélie Andre          | Francja  | 51,5 | 87,6  | 52,0 | 90,8  | 178,4 |
| 15. | Brigit Tuss           | Niemcy   | 51,5 | 88,1  | 51,5 | 90,1  | 178,2 |
| 16. | Stefanie Purr         | Austria  | 48,0 | 80,2  | 47,5 | 78,0  | 158,2 |
| 17. | Camille Lizon Au Crie | Francja  | 50,5 | 84,2  | 46,0 | 70,9  | 155,1 |
| 18. | Anna Häfele           | Niemcy   | 48,5 | 81,4  | 46,0 | 71,4  | 152,8 |
| 19. | Vladěna Pustková      | Czechy   | 46,0 | 71,4  | 47,0 | 73,8  | 145,2 |
| 20. | Virginie Reynaud      | Francja  | 42,0 | 63,8  | 43,5 | 67,4  | 131,2 |
| 21. | Elena Runggaldier     | Włochy   | 44,0 | 68,1  | 41,5 | 59,1  | 127,2 |
| 22. | Lisa Demetz           | Włochy   | 39,5 | 50,3  | 42,0 | 59,3  | 109,6 |
| 23. | Barbara Stuffer       | Włochy   | 41,0 | 55,9  | 38,0 | 47,2  | 103,1 |
| 24. | Jenny Perathoner      | Włochy   | 37,0 | 46,3  | 37,0 | 45,3  | 91,6  |
| 25. | Valentine Prucker     | Włochy   | 32,0 | 33,3  | 35,0 | 40,5  | 73,8  |

### Meinerzhagen

#### Pierwszy konkurs (drużynowy)

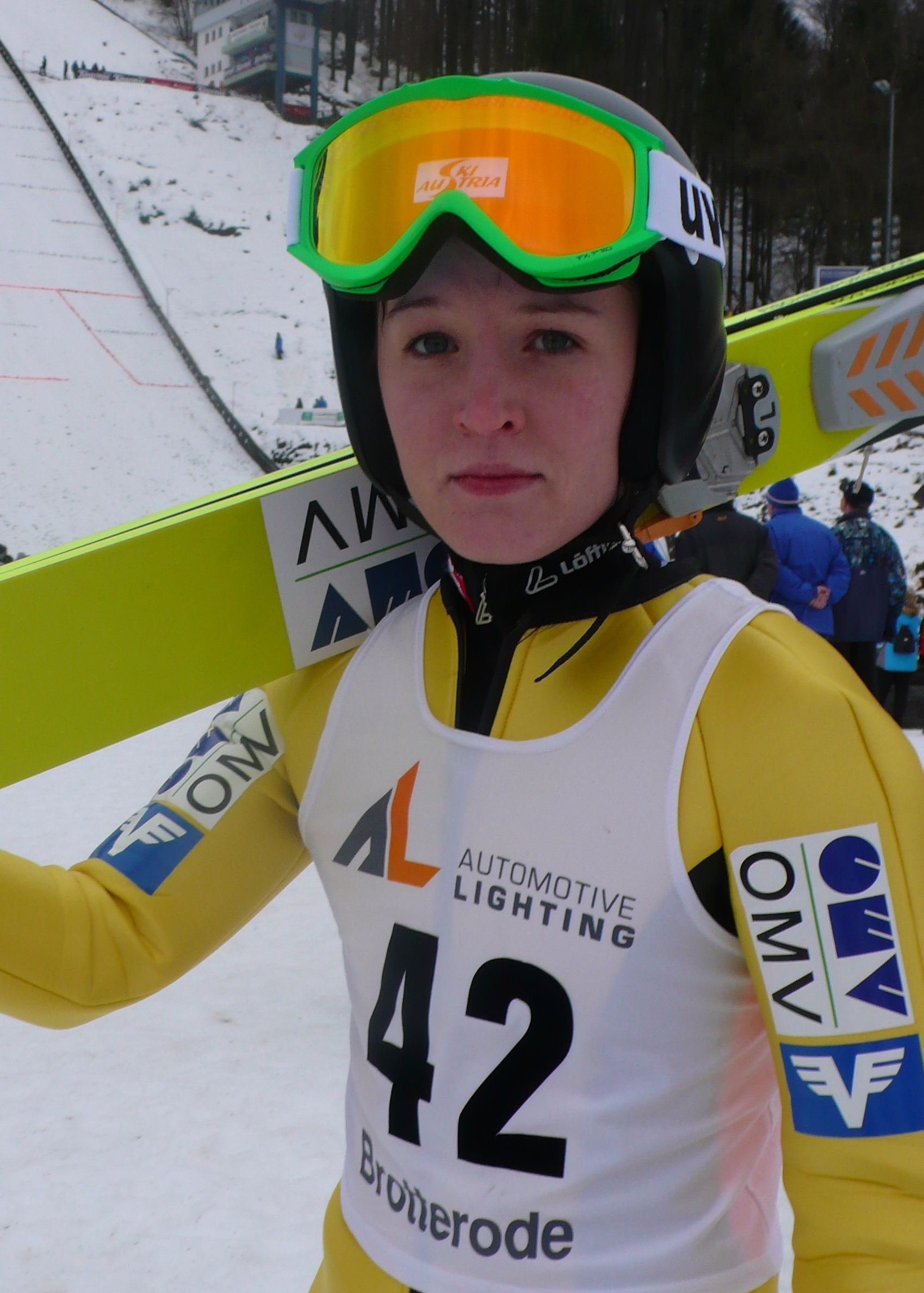
Jacqueline Seifriedsberger – zwyciężczyni drugiego konkursu drużynowego oraz jedna z najmłodszych zawodniczek całego turnieju (12 lat)

Czwartą konkurencją trzeciej edycji FIS Sommer Ladies Tournee były zawody drużynowe na skoczni średniej w Meinerzhagen, które odbyły się 23 sierpnia. W konkursie wystartowało dziewięć drużyn – osiem reprezentacji narodowych i jedna drużyna mieszana. Wśród zawodniczek skaczących w pierwszej grupie najlepszą notę uzyskała reprezentantka mieszanego zespołu Japonii i Austrii, Ayumi Watase, która uzyskała wynik o 8,3 punktu lepszy niż Norweżka Anette Sagen i o 21,8 niż Niemka Juliane Seyfarth i Austriaczka Jacqueline Seifriedsberger. W drugiej grupie zawodniczek najlepsza okazała się Austriaczka Drage, przed Słowenką Pogladič i Norweżką Smeby. W trzeciej kolejce skoków ponownie wygrała Austriaczka, przed Słowenką i Niemką. Na pierwszym miejscu uplasowała się pierwsza reprezentacja Austrii w składzie: Jacqueline Seifriedsberger, Tanja Drage i Magdalena Kubli, z przewagą 9,9 punktu nad drugą reprezentacją Słowenii (Tamara Kancilja, Monika Pogladič i Eva Logar) i 16,3 nad pierwszą reprezentacją Niemiec (Juliane Seyfarth, Ulrike Gräßler i Jenna Mohr).
Reprezentacje Austrii, Niemiec i Słowenii wystawiły do startu po dwa zespoły.
Anette Sagen skoczyła 68,5 metra, bijąc tym samym także rekord skoczni sprzed przebudowy, jednak nie ustaliła swojego skoku.

##### Wyniki zawodów (23.08.2003)
| Miejsce | Reprezentacja                       | Zawodniczka       | Nota zawodniczki | Nota zespołu |    |           |                            |       |       |
| ------- | ----------------------------------- | ----------------- | ---------------- | ------------ | -- | --------- | -------------------------- | ----- | ----- |
| Miejsce | Reprezentacja                       | Zawodniczka       | Nota zawodniczki | Nota zespołu | 1. | Austria I | Jacqueline Seifriedsberger | 212,3 | 604,2 |
| Miejsce | Reprezentacja                       | Zawodniczka       | Nota zawodniczki | Nota zespołu | 1. | Austria I | Tanja Drage                | 202,1 | 604,2 |
| Miejsce | Reprezentacja                       | Zawodniczka       | Nota zawodniczki | Nota zespołu | 1. | Austria I | Magdalena Kubli            | 189,8 | 604,2 |
| 2.      | Słowenia II                         | Tamara Kancilja   | 205,1            | 594,3        |    |           |                            |       |       |
| 2.      | Słowenia II                         | Monika Pogladič   | 200,4            | 594,3        |    |           |                            |       |       |
| 2.      | Słowenia II                         | Eva Logar         | 188,8            | 594,3        |    |           |                            |       |       |
| 3.      | Niemcy I                            | Juliane Seyfarth  | 212,3            | 587,9        |    |           |                            |       |       |
| 3.      | Niemcy I                            | Ulrike Gräßler    | 195,7            | 587,9        |    |           |                            |       |       |
| 3.      | Niemcy I                            | Jenna Mohr        | 179,9            | 587,9        |    |           |                            |       |       |
| 4.      | Drużyna mieszana (Japonia, Austria) | Ayumi Watase      | 234,1            | 508,5        |    |           |                            |       |       |
| 4.      | Drużyna mieszana (Japonia, Austria) | Izumi Yamada      | 169,1            | 508,5        |    |           |                            |       |       |
| 4.      | Drużyna mieszana (Japonia, Austria) | Stefanie Purr     | 105,3            | 508,5        |    |           |                            |       |       |
| 5.      | Słowenia I                          | Maja Vtič         | 186,5            | 482,1        |    |           |                            |       |       |
| 5.      | Słowenia I                          | Petra Benedik     | 162,3            | 482,1        |    |           |                            |       |       |
| 5.      | Słowenia I                          | Anja Tepeš        | 133,3            | 482,1        |    |           |                            |       |       |
| 6.      | Austria II                          | Katrin Stefaner   | 174,0            | 474,8        |    |           |                            |       |       |
| 6.      | Austria II                          | Verena Floss      | 170,4            | 474,8        |    |           |                            |       |       |
| 6.      | Austria II                          | Kerstin Mörtl     | 130,4            | 474,8        |    |           |                            |       |       |
| 7.      | Norwegia                            | Anette Sagen      | 225,8            | 422,4        |    |           |                            |       |       |
| 7.      | Norwegia                            | Henriette Smeby   | 196,6            | 422,4        |    |           |                            |       |       |
| 8.      | Niemcy II                           | Anna Häfele       | 150,4            | 380,5        |    |           |                            |       |       |
| 8.      | Niemcy II                           | Christina Supper  | 116,1            | 380,5        |    |           |                            |       |       |
| 8.      | Niemcy II                           | Lisa Rexhäuser    | 114,0            | 380,5        |    |           |                            |       |       |
| 9.      | Włochy                              | Elena Runggaldier | 98,8             | 280,2        |    |           |                            |       |       |
| 9.      | Włochy                              | Lisa Demetz       | 95,7             | 280,2        |    |           |                            |       |       |
| 9.      | Włochy                              | Barbara Stuffer   | 85,7             | 280,2        |    |           |                            |       |       |

#### Drugi konkurs (indywidualny)

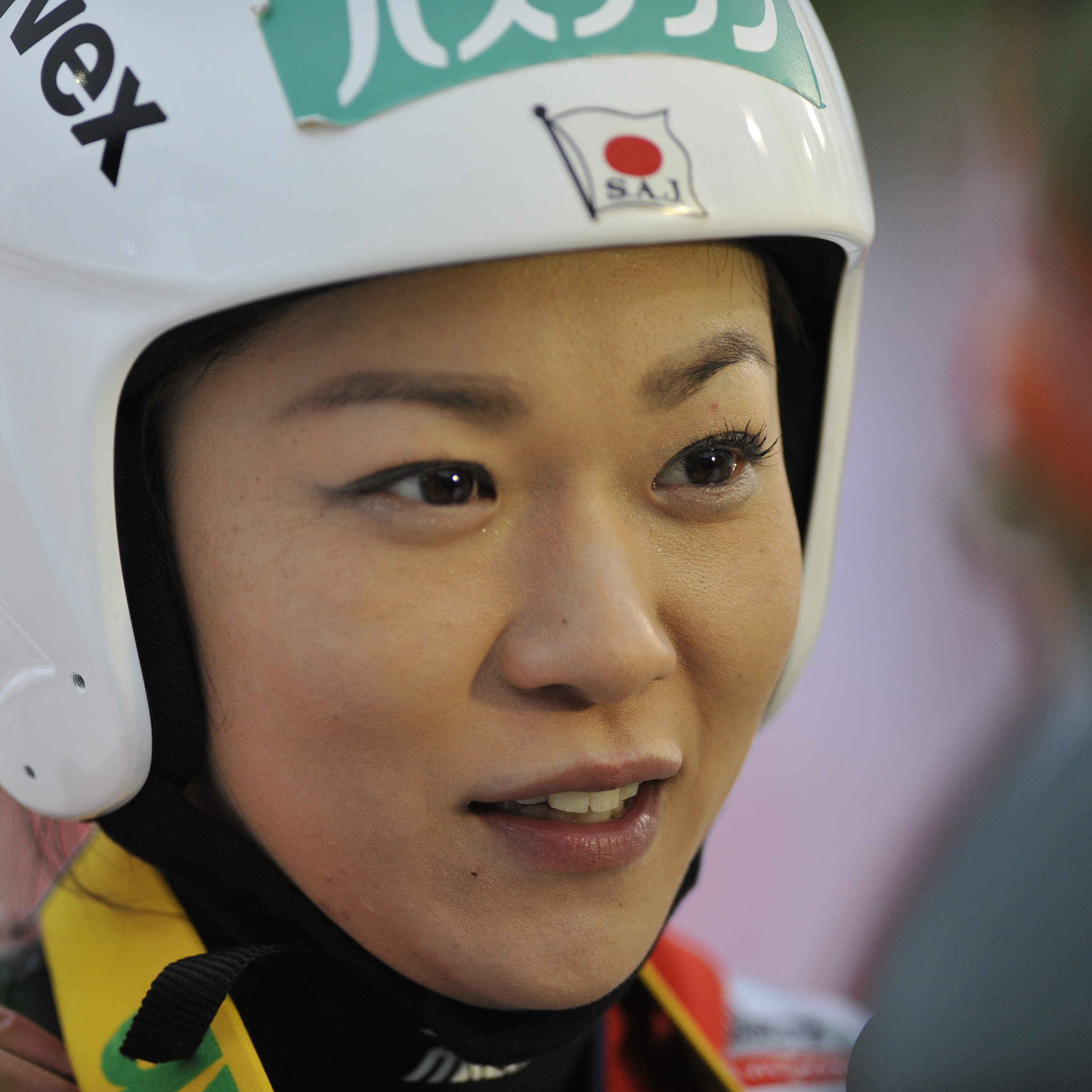
Ayumi Watase – druga zawodniczka ostatniego konkursu indywidualnego oraz trzecia zawodniczka klasyfikacji generalnej

Ostatni z konkursów indywidualnych, przeprowadzony w ramach FIS Sommer Ladies Tournee, odbył się na obiekcie średnim w Meinerzhagen. W pierwszej serii konkursowej jednej zawodniczce udało się osiągnąć odległość powyżej punktu konstrukcyjnego umieszczonego na 62. metrze. Dokonała tego Anette Sagen, która skoczyła 63 metry. Siedem metrów bliżej lądowały Jenna Mohr i Ayumi Watase, przy czym Niemka uzyskała o 0,5 punktu lepsze noty za styl niż Japonka. Notę łączną powyżej 90 punktów uzyskała jeszcze tylko jedna zawodniczka, Monika Pogladič (90,1 punktu). Po pierwszej serii liderką była Anette Sagen, na drugim miejscu uplasowała się Mohr, a na trzecim Watase.
Jako pierwsza w serii finałowej notę za skok powyżej 100 punktów uzyskała dziewiąta po pierwszej serii Izumi Yamada, która skoczyła 57 metrów. Część ze skaczących po Japonce zawodniczek uzyskało słabsze rezultaty, co pozwoliło jej przesunąć się o dwie pozycje w klasyfikacji. Nie było wśród nich startującej bezpośrednio po Yamadzie Henriette Smeby, która dzięki 60-metrowemu skokowi awansowała na czwarte miejsce w klasyfikacji końcowej konkursu. Półtora metra gorszy rezultat uzyskała Monika Pogladič, co pozwoliło jej na awans z pozycji czwartej na trzecią. Wiceliderka po pierwszej serii, Jenna Mohr, oddała nieco słabszy skok niż skaczące przed nią zawodniczki, przez co Ayumi Watase (109,2 punktu) awansowała o jedną pozycję. Podobnie jak w pierwszej serii, najlepsze noty dostała Norweżka Sagen i wygrała cały konkurs z 23,5 punktu przewagi nad Watase i 34,6 nad Pogladič.

##### Wyniki zawodów (24.08.2003)
| 1.  | Anette Sagen               | Norwegia | 63,0 | 114,9 | 63,0 | 113,4 | 228,3 |
| 2.  | Ayumi Watase               | Japonia  | 56,0 | 95,6  | 60,0 | 109,2 | 204,8 |
| 3.  | Monika Pogladič            | Słowenia | 53,5 | 90,1  | 58,5 | 103,6 | 193,7 |
| 4.  | Henriette Smeby            | Norwegia | 50,5 | 81,9  | 60,0 | 107,2 | 189,1 |
| 5.  | Ulrike Gräßler             | Niemcy   | 53,5 | 89,1  | 57,0 | 98,0  | 187,1 |
| 6.  | Magdalena Kubli            | Austria  | 53,0 | 88,9  | 56,0 | 97,6  | 186,5 |
| 7.  | Jenna Mohr                 | Niemcy   | 56,0 | 96,1  | 53,5 | 89,6  | 185,7 |
| 8.  | Carina Hils                | Niemcy   | 51,5 | 84,3  | 56,5 | 97,8  | 182,1 |
| 9.  | Izumi Yamada               | Japonia  | 50,5 | 81,4  | 57,0 | 100,0 | 181,4 |
| 10. | Tamara Kancilja            | Słowenia | 53,0 | 86,4  | 53,5 | 88,1  | 174,5 |
| 11. | Tanja Drage                | Austria  | 50,0 | 80,2  | 55,5 | 93,4  | 173,6 |
| 12. | Amélie Andre               | Francja  | 50,5 | 79,4  | 52,5 | 86,2  | 165,6 |
| 13. | Angelika Kühorn            | Niemcy   | 52,5 | 84,7  | 50,0 | 79,2  | 163,9 |
| 14. | Juliane Seyfarth           | Niemcy   | 49,0 | 77,8  | 50,5 | 80,4  | 158,2 |
| 14. | Katrin Stefaner            | Austria  | 49,5 | 79,0  | 50,0 | 79,2  | 158,2 |
| 16. | Jacqueline Seifriedsberger | Austria  | 49,5 | 78,0  | 50,0 | 77,7  | 155,7 |
| 17. | Nicole Hauer               | Niemcy   | 46,5 | 71,3  | 49,0 | 78,3  | 149,6 |
| 18. | Verena Floss               | Austria  | 47,0 | 67,5  | 51,5 | 81,8  | 149,3 |
| 19. | Kerstin Mörtl              | Niemcy   | 46,5 | 70,8  | 49,5 | 76,5  | 147,3 |
| 20. | Brigit Tuss                | Niemcy   | 45,5 | 65,4  | 50,0 | 80,2  | 145,6 |
| 21. | Maja Vtič                  | Słowenia | 47,5 | 73,7  | 47,0 | 71,5  | 145,2 |
| 22. | Eva Logar                  | Słowenia | 47,5 | 69,7  | 48,5 | 73,6  | 143,3 |
| 23. | Melanie Faißt              | Niemcy   | 45,5 | 67,4  | 47,5 | 72,2  | 139,6 |
| 24. | Petra Benedik              | Słowenia | 47,0 | 73,0  | 45,0 | 62,7  | 135,7 |
| 25. | Lisa Demetz                | Włochy   | 47,5 | 68,2  | 46,0 | 66,6  | 134,8 |
| 26. | Virginie Reynaud           | Francja  | 45,0 | 64,2  | 44,0 | 59,3  | 123,5 |
| 27. | Laura Gruß                 | Niemcy   | 41,0 | 55,6  | 45,0 | 65,7  | 121,3 |
| 28. | Anna Häfele                | Niemcy   | 49,5 | 78,5  | 45,0 | 41,2  | 119,7 |
| 29. | Urša Rozman                | Słowenia | 43,0 | 57,4  | 45,0 | 61,2  | 118,6 |
| 30. | Camille Lizon Au Crie      | Francja  | 42,5 | 55,2  | 45,5 | 62,4  | 117,6 |
| 31. | Stefanie Purr              | Austria  | 43,0 | 55,4  | 43,0 | 59,4  | 114,8 |
| 32. | Elena Runggaldier          | Włochy   | 41,5 | 55,3  | 43,0 | 57,9  | 113,2 |
| 33. | Carmen Hermann             | Niemcy   | 40,5 | 47,9  | 43,0 | 56,9  | 104,8 |
| 34. | Barbara Stuffer            | Włochy   | 42,5 | 56,2  | 37,0 | 42,0  | 98,2  |
| 35. | Karen Temme                | Niemcy   | 38,0 | 42,9  | 42,5 | 54,7  | 97,6  |
| 36. | Christina Supper           | Niemcy   | 38,5 | 44,1  | 40,0 | 49,2  | 93,3  |
| 37. | Jenny Perathoner           | Włochy   | 35,0 | 34,2  | 37,0 | 39,5  | 73,7  |
| 38. | Eva Bagdaschwilli          | Niemcy   | 35,0 | 34,2  | 36,5 | 37,8  | 72,0  |
| 39. | Lisa Rexhäuser             | Niemcy   | 36,0 | 37,6  | 34,0 | 30,8  | 68,4  |
| 40. | Valentine Prucker          | Włochy   | 33,0 | 29,4  | 34,0 | 31,8  | 61,2  |
| 41. | Melinde Boland             | Holandia | 40,0 | 48,7  | 34,5 | 6,0   | 54,7  |

## Klasyfikacja generalna turnieju
Poniżej znajduje się końcowa klasyfikacja FIS Sommer Ladies Tournee 2003, na którą składają się noty z czterech konkursów indywidualnych. Łącznie w tej edycji FIS Sommer Ladies Tournee sklasyfikowanych zostało 49 zawodniczek z dziewięciu państw.
| Miejsce | Zawodniczka                | Bischofshofen | Pöhla      | Klingenthal | Meinerzhagen | Punkty | Strata do liderki |
| ------- | -------------------------- | ------------- | ---------- | ----------- | ------------ | ------ | ----------------- |
| 01.     | Anette Sagen               | 269,5 (1)     | 249,0 (1)  | 246,1 (1)   | 228,3 (1)    | 992,9  | 0–                |
| 02.     | Henriette Smeby            | 246,7 (2)     | 209,9 (3)  | 210,9 (5)   | 189,1 (4)    | 856,6  | 136,3             |
| 03.     | Ayumi Watase               | 209,7 (12)    | 207,3 (6)  | 206,9 (7)   | 204,8 (2)    | 828,7  | 164,2             |
| 04.     | Izumi Yamada               | 227,7 (6)     | 209,6 (4)  | 209,6 (6)   | 181,4 (9)    | 828,3  | 164,6             |
| 05.     | Magdalena Kubli            | 220,8 (8)     | 205,0 (7)  | 215,3 (3)   | 186,5 (6)    | 827,6  | 165,3             |
| 06.     | Ulrike Gräßler             | 196,4 (16)    | 216,5 (2)  | 211,9 (4)   | 187,1 (5)    | 811,9  | 181,0             |
| 07.     | Jenna Mohr                 | 223,8 (7)     | 199,9 (9)  | 179,1 (13)  | 185,7 (7)    | 788,5  | 204,4             |
| 08.     | Angelika Kühorn            | 215,9 (10)    | 201,3 (8)  | 199,0 (8)   | 163,9 (13)   | 780,1  | 212,8             |
| 09.     | Tanja Drage                | 216,7 (9)     | 183,5 (12) | 193,8 (11)  | 173,6 (11)   | 767,6  | 225,3             |
| 10.     | Carina Hils                | 180,0 (21)    | 183,8 (11) | 197,4 (9)   | 182,1 (8)    | 743,3  | 249,6             |
| 11.     | Katrin Stefaner            | 198,7 (14)    | 176,7 (13) | 194,5 (10)  | 158,2 (14)   | 728,1  | 264,8             |
| 12.     | Brigit Tuss                | 201,2 (13)    | 160,1 (14) | 178,2 (15)  | 145,6 (20)   | 685,1  | 307,8             |
| 13.     | Amélie Andre               | 179,1 (22)    | 155,4 (15) | 178,4 (14)  | 165,6 (12)   | 678,5  | 314,4             |
| 14.     | Kristin Schmidt            | 239,4 (3)     | 207,8 (5)  | 217,9 (2)   |              | 665,1  | 327,8             |
| 15.     | Kerstin Mörtl              | 174,9 (23)    | 155,0 (16) | 183,9 (12)  | 147,3 (19)   | 661,1  | 331,8             |
| 16.     | Camille Lizon Au Crie      | 165,4 (26)    | 138,2 (21) | 155,1 (17)  | 117,6 (30)   | 576,3  | 416,6             |
| 17.     | Anna Häfele                | 152,6 (28)    | 134,2 (22) | 152,8 (18)  | 119,7 (28)   | 559,3  | 433,6             |
| 18.     | Virginie Reynaud           | 173,5 (24)    | 118,5 (25) | 131,2 (20)  | 123,5 (26)   | 546,7  | 446,2             |
| 19.     | Nicole Hauer               | 183,2 (20)    | 154,1 (17) |             | 149,6 (17)   | 486,9  | 506,0             |
| 20.     | Monika Pogladič            | 231,6 (5)     |            |             | 193,7 (3)    | 425,3  | 567,6             |
| 21.     | Tamara Kancilja            | 234,3 (4)     |            |             | 174,5 (10)   | 408,8  | 584,1             |
| 22.     | Vladěna Pustková           | 131,3 (31)    | 131,9 (23) | 145,2 (19)  |              | 408,4  | 584,5             |
| 23.     | Lisa Demetz                | 149,0 (29)    |            | 109,6 (22)  | 134,8 (25)   | 393,4  | 599,5             |
| 24.     | Stefanie Purr              | 112,8 (32)    |            | 158,2 (16)  | 114,8 (31)   | 385,8  | 607,1             |
| 25.     | Kristin Fridtun            | 196,7 (15)    | 188,7 (10) |             |              | 385,4  | 607,5             |
| 26.     | Jacqueline Seifriedsberger | 211,9 (11)    |            |             | 155,7 (16)   | 367,6  | 625,3             |
| 27.     | Verena Floss               | 193,5 (17)    |            |             | 149,3 (18)   | 342,8  | 650,1             |
| 28.     | Petra Benedik              | 185,4 (19)    |            |             | 135,7 (24)   | 321,1  | 671,8             |
| 29.     | Andrea Temme               | 172,0 (25)    | 146,7 (20) |             |              | 318,7  | 674,2             |
| 30.     | Elena Runggaldier          | 071,4 (38)    |            | 127,2 (21)  | 113,2 (32)   | 311,8  | 681,1             |
| 31.     | Urša Rozman                | 192,8 (18)    |            |             | 118,6 (29)   | 311,4  | 681,5             |
| 32.     | Juliane Seyfarth           |               | 151,9 (18) |             | 158,2 (14)   | 310,1  | 682,8             |
| 33.     | Maja Vtič                  | 158,2 (27)    |            |             | 145,2 (21)   | 303,4  | 689,5             |
| 34.     | Barbara Stuffer            | 085,3 (36)    |            | 103,1 (23)  | 098,2 (34)   | 286,6  | 706,3             |
| 35.     | Eva Logar                  | 139,9 (30)    |            |             | 143,3 (22)   | 283,2  | 709,7             |
| 36.     | Laura Gruß                 |               | 128,4 (24) |             | 121,3 (27)   | 249,7  | 743,2             |
| 37.     | Jenny Perathoner           | 063,9 (39)    |            | 091,6 (24)  | 073,7 (37)   | 229,2  | 763,7             |
| 38.     | Lisa Rexhäuser             |               | 151,2 (19) |             | 068,4 (39)   | 219,6  | 773,3             |
| 39.     | Valentine Prucker          | 072,1 (37)    |            | 073,8 (25)  | 061,2 (40)   | 207,1  | 785,8             |
| 40.     | Christina Supper           | 108,7 (33)    |            |             | 093,3 (36)   | 202,0  | 790,9             |
| 41.     | Melanie Faißt              |               |            |             | 139,6 (23)   | 139,6  | 853,3             |
| 42.     | Carina Ziller              |               | 109,0 (26) |             |              | 109,0  | 883,9             |
| 43.     | Anja Tepeš                 | 107,9 (34)    |            |             |              | 107,9  | 885,0             |
| 44.     | Carmen Hermann             |               |            |             | 104,8 (33)   | 104,8  | 888,1             |
| 45.     | Karen Temme                |               |            |             | 097,6 (35)   | 097,6  | 895,3             |
| 46.     | Carina Vogt                |               | 094,6 (27) |             |              | 094,6  | 898,3             |
| 47.     | Roberta D’Agostina         | 094,1 (35)    |            |             |              | 094,1  | 898,8             |
| 48.     | Eva Bagdaschwilli          |               |            |             | 072,0 (38)   | 072,0  | 920,9             |
| 49.     | Melinde Boland             |               |            |             | 054,7 (41)   | 054,7  | 938,2             |

## Składy reprezentacji
Poniższa tabela zawiera składy wszystkich dziewięciu reprezentacji, które uczestniczyły w FIS Sommer Ladies Tournee 2003. W nawiasie obok nazwy kraju podana została liczba zawodniczek z poszczególnych państw. W tabeli przedstawiono wyniki zajmowane przez zawodniczki we wszystkich konkursach oraz miejsca w poprzedniej edycji turnieju.
| Zawodniczka                | Data urodzenia       | Miejsce w FSLT 2002 | Starty w FSLT 2003 | Starty w FSLT 2003 | Starty w FSLT 2003 | Starty w FSLT 2003 | Źródło |
| Zawodniczka                | Data urodzenia       | Miejsce w FSLT 2002 | Bischofshofen      | Pöhla              | Klingenthal        | Meinerzhagen       | Źródło |
| -------------------------- | -------------------- | ------------------- | ------------------ | ------------------ | ------------------ | ------------------ | ------ |
| Austria (7)                |                      |                     |                    |                    |                    |                    |        |
| Tanja Drage                | 19 listopada 1987    | 8                   | 9                  | 12                 | 11                 | 11                 | [ 32 ] |
| Verena Floss               | 5 kwietnia 1986      | 9                   | 17                 | –                  | –                  | 18                 | [ 33 ] |
| Magdalena Kubli            | 7 listopada 1985     | 7                   | 8                  | 7                  | 3                  | 6                  | [ 34 ] |
| Kerstin Mörtl              | 12 sierpnia 1989     | 12                  | 23                 | 16                 | 12                 | 19                 | [ 35 ] |
| Stefanie Purr              | 19 czerwca 1988      | –                   | 32                 | –                  | 16                 | 31                 | [ 36 ] |
| Jacqueline Seifriedsberger | 20 stycznia 1991     | 21                  | 11                 | –                  | –                  | 16                 | [ 30 ] |
| Katrin Stefaner            | 20 stycznia 1987     | 4                   | 14                 | 13                 | 10                 | 14                 | [ 37 ] |
| Czechy (1)                 |                      |                     |                    |                    |                    |                    |        |
| Vladěna Pustková           | 11 lipca 1992        | –                   | 31                 | 23                 | 19                 | –                  | [ 38 ] |
| Francja (3)                |                      |                     |                    |                    |                    |                    |        |
| Amélie Andre               | 19 czerwca 1988      | 38                  | 22                 | 15                 | 14                 | 12                 | [ 39 ] |
| Camille Lizon Au Crie      | 10 listopada 1985    | 36                  | 26                 | 21                 | 17                 | 30                 | [ 40 ] |
| Virginie Reynaud           | 11 czerwca 1986      | 26                  | 24                 | 25                 | 20                 | 26                 | [ 41 ] |
| Holandia (1)               |                      |                     |                    |                    |                    |                    |        |
| Melinde Boland             | 21 maja 1988         | 46                  | –                  | –                  | –                  | 41                 | [ 42 ] |
| Japonia (2)                |                      |                     |                    |                    |                    |                    |        |
| Ayumi Watase               | 18 lipca 1984        | –                   | 12                 | 6                  | 7                  | 2                  | [ 43 ] |
| Izumi Yamada               | 28 sierpnia 1978     | –                   | 6                  | 4                  | 6                  | 9                  | [ 44 ] |
| Niemcy (19)                |                      |                     |                    |                    |                    |                    |        |
| Eva Bagdaschwilli          | 7 września 1986      | 24                  | –                  | –                  | –                  | 38                 | [ 45 ] |
| Melanie Faißt              | 12 lutego 1990       | –                   | –                  | –                  | –                  | 23                 | [ 46 ] |
| Ulrike Gräßler             | 17 maja 1987         | 11                  | 16                 | 2                  | 4                  | 5                  | [ 47 ] |
| Laura Gruß                 | 3 maja 1983          | –                   | –                  | 24                 | –                  | 27                 | [ 48 ] |
| Nicole Hauer               | 9 marca 1987         | 13                  | 20                 | 17                 | –                  | 17                 | [ 49 ] |
| Anna Häfele                | 26 czerwca 1989      | 35                  | 28                 | 22                 | 18                 | 28                 | [ 50 ] |
| Carmen Hermann             | 1989                 | –                   | –                  | –                  | –                  | 33                 | [ 51 ] |
| Carina Hils                | 1 sierpnia 1987      | 19                  | 21                 | 11                 | 9                  | 8                  | [ 52 ] |
| Angelika Kühorn            | 8 lipca 1986         | 15                  | 10                 | 8                  | 8                  | 13                 | [ 53 ] |
| Jenna Mohr                 | 15 kwietnia 1987     | –                   | 7                  | 9                  | 13                 | 7                  | [ 54 ] |
| Lisa Rexhäuser             | 15 kwietnia 1990     | –                   | –                  | 19                 | –                  | 39                 | [ 55 ] |
| Kristin Schmidt            | 18 października 1983 | 6                   | 3                  | 5                  | 2                  | –                  | [ 56 ] |
| Juliane Seyfarth           | 19 lutego 1990       | 30                  | –                  | 18                 | –                  | 14                 | [ 57 ] |
| Christina Supper           | 14 stycznia 1989     | –                   | 33                 | –                  | –                  | 36                 | [ 58 ] |
| Andrea Temme               | 24 czerwca 1981      | 18                  | 25                 | 20                 | –                  | –                  | [ 59 ] |
| Karen Temme                | 18 lipca 1984        | 43                  | –                  | –                  | –                  | 35                 | [ 60 ] |
| Brigit Tuss                | 18 czerwca 1985      | 17                  | 13                 | 14                 | 15                 | 20                 | [ 61 ] |
| Carina Vogt                | 5 lutego 1992        | –                   | –                  | 27                 | –                  | –                  | [ 62 ] |
| Carina Ziller              | 3 lipca 1991         | –                   | –                  | 26                 | –                  | –                  | [ 63 ] |
| Norwegia (3)               |                      |                     |                    |                    |                    |                    |        |
| Kristin Fridtun            | 9 listopada 1987     | 37                  | 15                 | 10                 | –                  | –                  | [ 64 ] |
| Anette Sagen               | 10 stycznia 1985     | 22                  | 1                  | 1                  | 1                  | 1                  | [ 65 ] |
| Henriette Smeby            | 13 listopada 1986    | 25                  | 2                  | 3                  | 5                  | 4                  | [ 66 ] |
| Słowenia (7)               |                      |                     |                    |                    |                    |                    |        |
| Petra Benedik              | 11 października 1990 | –                   | 19                 | –                  | –                  | 24                 | [ 67 ] |
| Tamara Kancilja            | 15 sierpnia 1987     | 27                  | 4                  | –                  | –                  | 10                 | [ 68 ] |
| Eva Logar                  | 8 marca 1991         | –                   | 30                 | –                  | –                  | 22                 | [ 69 ] |
| Monika Pogladič            | 5 kwietnia 1987      | 28                  | 5                  | –                  | –                  | 3                  | [ 70 ] |
| Urša Rozman                | 25 listopada 1987    | 39                  | 18                 | –                  | –                  | 29                 | [ 71 ] |
| Anja Tepeš                 | 27 lutego 1991       | –                   | 34                 | –                  | –                  | –                  | [ 72 ] |
| Maja Vtič                  | 27 stycznia 1988     | 33                  | 27                 | –                  | –                  | 21                 | [ 73 ] |
| Włochy (6)                 |                      |                     |                    |                    |                    |                    |        |
| Lisa Demetz                | 21 maja 1989         | –                   | 29                 | –                  | 22                 | 25                 | [ 74 ] |
| Roberta D’Agostina         | 17 sierpnia 1991     | –                   | 35                 | –                  | –                  | –                  | [ 75 ] |
| Jenny Perathoner           | 15 lutego 1990       | –                   | 39                 | –                  | 24                 | 37                 | [ 76 ] |
| Valentine Prucker          | 13 marca 1989        | –                   | 37                 | –                  | 25                 | 40                 | [ 77 ] |
| Elena Runggaldier          | 10 lipca 1990        | –                   | 38                 | –                  | 21                 | 32                 | [ 78 ] |
| Barbara Stuffer            | 7 września 1989      | –                   | 36                 | –                  | 23                 | 34                 | [ 79 ] |